# Anna Terrón
Anna Terrón i Cusí (Barcelona, 6 de octubre de 1962) es una directiva y política socialista española, miembro del Partido de los Socialistas de Cataluña (PSC).

## Biografía
Licenciada en Ciencias políticas y de la administración, fue elegida diputada al Parlamento Europeo en las listas del Partido Socialista Obrero Español (PSOE) en 1994 y 1999. Durante los dos mandatos en el Parlamento Europeo fue vicepresidenta de la Delegación para las relaciones con los países del área del Máshrek y los Estados del Golfo Pérsico, y de 1994 a 2004 fue portavoz del Grupo Socialista Europeo en la Comisión de Libertades y Derechos de los Ciudadanos, Justicia e Interior.
Acabado el segundo mandato parlamentario, en julio de 2004 fue nombrada delegada del gobierno de la Generalidad de Cataluña ante la Unión Europea, al tiempo que ocupaba el Patronat Català Pro Europa (2004-2007), para pasar en diciembre de 2006 a ocupar el cargo de secretaria de Asuntos Europeos en el Departamento de Presidencia de la Generalidad de Cataluña. Fue miembro del Comité de las Regiones en representación de la Generalidad catalana, donde fue portavoz en la Comisión de Ciudadanía, Gobernanza y Asuntos Institucionales y Exteriores.
En 2010, durante el segundo mandato como presidente del Gobierno español de José Luis Rodríguez Zapatero, fue nombrada secretaria de Estado de Inmigración y Emigración en sustitución de Consuelo Rumí, cargo que ocupó hasta diciembre de 2011. En el seno del Partido Socialista Europeo, también en 2010, fue nombrada vicepresidenta de dicha formación ante el Comité de las Regiones. Después ha sido consejera especial sobre migración y asuntos de la zona mediterránea de Cecilia Malmstrom, comisaria europea de Interior. En la actualidad colabora en el equipo dirigido por Montserrat Guibernau en el Instituto de Globalización, Cultura y Movilidad de la Universidad de Naciones Unidas.